# Theodor Bohlmann-Combrinck
Theodor Bohlmann-Combrinck (18 de novembro de 1891 - 18 de novembro de 1956) foi um oficial alemão que serviu durante a Segunda Guerra Mundial. Foi condecorado com a Cruz de Cavaleiro da Cruz de Ferro.

## Condecorações
| Cruz de Ferro 2ª Classe                                |
| Cruz de Ferro 1ª Classe                                |
| Cruz de Cavaleiro da Cruz de Ferro 8 de agosto de 1941 |